# Oplismenus burmannii
Oplismenus burmannii är en gräsart som först beskrevs av Anders Jahan Retzius, och fick sitt nu gällande namn av Ambroise Marie François Joseph Palisot de Beauvois. Oplismenus burmannii ingår i släktet Oplismenus och familjen gräs. Inga underarter finns listade i Catalogue of Life.